# Chavençon
Chavençon település Franciaországban, Oise megyében. Lakosainak száma 162 fő (2022. január 1.). Chavençon Neuville-Bosc, Lavilletertre, Monneville, Haravilliers és Neuilly-en-Vexin községekkel határos.

## Népesség
A település népességének változása:
| Lakosok száma | 164  | 169  | 175  | 172  | 175  | 177  | 172  | 167  | 162  |
|               | 2013 | 2015 | 2016 | 2017 | 2018 | 2019 | 2020 | 2021 | 2022 |